# Pfarrkirche St. Jakob am Arlberg

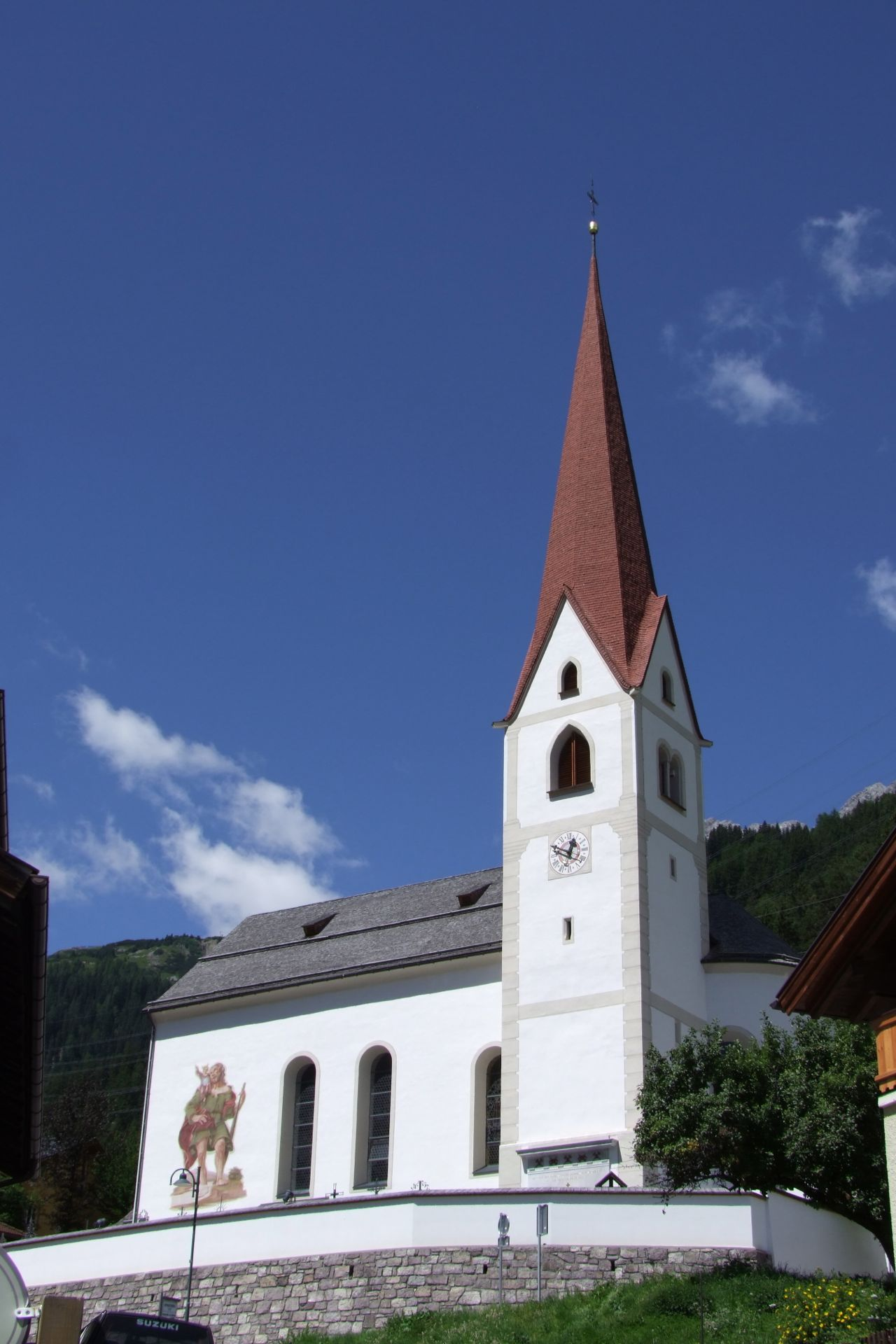
Pfarrkirche St. Jakob von Südosten

Die Pfarrkirche St. Jakob ist die katholische Pfarrkirche von St. Jakob am Arlberg in Tirol. Die Barockkirche gehört zum Dekanat Zams der Diözese Innsbruck. Pfarrpatron ist der Hl. Apostel Jakobus der Ältere.

## Geschichte

### Baugeschichte
Die St. Jakober Kirche ist die älteste Kirche im oberen Stanzertal; sie ist bereits in einem Steuerverzeichnis aus dem Jahre 1275 erwähnt.

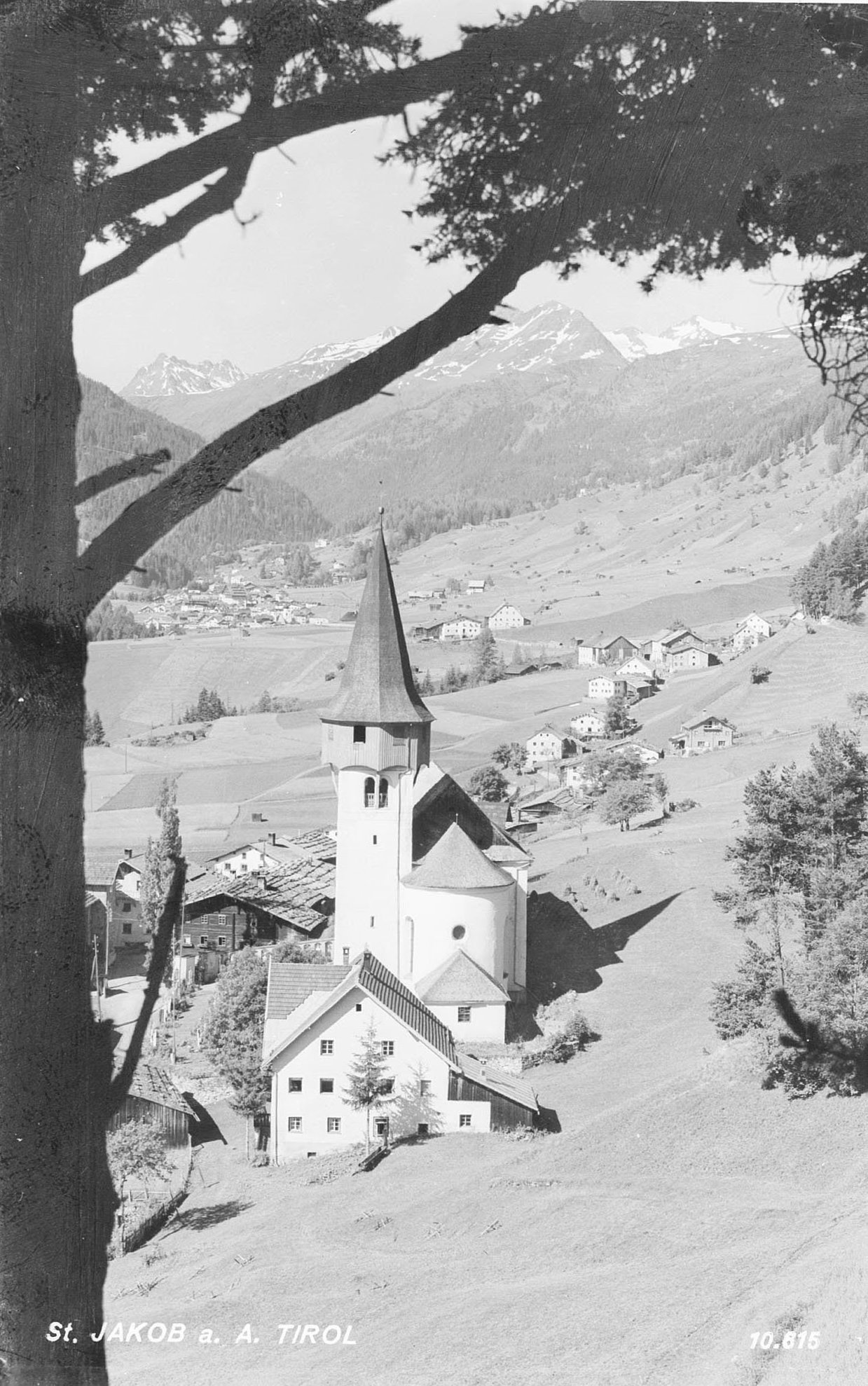
Die Kirche vor dem Brand (1939)

Die heutige Barockkirche hatte eine Vorgängerkirche, die auf dem jetzigen Friedhof stand. Das Aussehen dieser ersten Kirche ist bekannt. Die Kirchenaußenwände waren gemauert, der Dachstuhl war im Kircheninnern sichtig, zum Kirchentor führte eine vielstufige Freitreppe.
Aber erst 1773 – nach dem Bau der St.-Antoner Kirche in den 1690ern waren die St.-Jakober unzufrieden mit ihrem alten Gemäuer – kam es zum Bau der neuen Kirche, die sich außen bescheiden zeigte, aber von einem großen Christophorus-Gemälde geziert wird, was sie als bedeutende Säumerkirche belegt. Baumeister war vermutlich Franz Singer aus Götzens, der Einfluss der Götzner Bauschule ist deutlich. Die neue geostete Kirche wurde oberhalb des alten Turmes erbaut, der von der alten Kirche übernommen wurde. Die Gewölbemalereien fertigte Johann Perwanger. Die Einweihung der neuen Kirche fand am 22. Juli 1778 statt.
Auf der Südseite des Kirchturmes steht seit 1885 der Gedenkstein für die beim Bau des Arlbergtunnels 1880 bis 1884 verstorbenen Arbeiter.
Im Jahre 1888 erhielt der alte Turm einen neuen Turmhelm. Dieser Turmhelm wirkte ausgesprochen wuchtig, wie ein mittelalterlicher Wachturm, und wurde zum Wahrzeichen der Gemeinde. Am 20. April 1943 brannten bei einem Großbrand alle Häuser in der Umgebung der Kirche ab, und auch das Kirchendach und der Turmhelm fielen der Katastrophe zum Opfer. Danach wurde der Turmhelm im Stil spätgotischer überspitzer Helme neu errichtet.
Ab 16. April 2007 begann eine zweijährige Kirchenrenovierung. Am 24. Oktober 2008 wurde die Kirche von Bischof Manfred Scheuer wieder eröffnet.
Kirche wie auch Friedhof stehen unter Denkmalschutz.

### Pfarrgeschichte
St. Jakob war vermutlich seit dem 13. Jahrhundert Kaplanei und unterstand  der Urpfarre Stanz, ab 1271 der Zams. Ab 1602 war sie Kuratie, 1891 wurde sie zur Pfarre erhoben. Sie gehörte von alters her zur Diözese Brixen, nach Ende der Monarchie ab 1921 zur Apostolischen Administratur Innsbruck-Feldkirch. Diese wurde 1964 zur Diözese erhoben und ist seit 1968 nurmehr für Tirol zuständig.
Bis 1992 hatte die Pfarre St. Jakob ihren eigenen Pfarrer, wurde dann aber vom Pfarrer von St. Anton, Bruno Decristoforo, mitbetreut.
Seit September 2008, der Umstrukturierung der Seelsorge der ganzen Diözese, gehört St. Jakob zum Seelsorgeraum Oberes Stanzertal (SESOS). Derzeit (2013) ist Pfarrer und Seelsorgeraumleiter Augustin Kouanvih, der seine Pfarrkanzlei zu St. Anton hat. Sie untersteht dem Dekanat Zams der Diözese Innsbruck.
Aus der Pfarre stammt Cassian Spiss, der 1905 als Missionar in Afrika ermordet wurde.

## Baubeschreibung

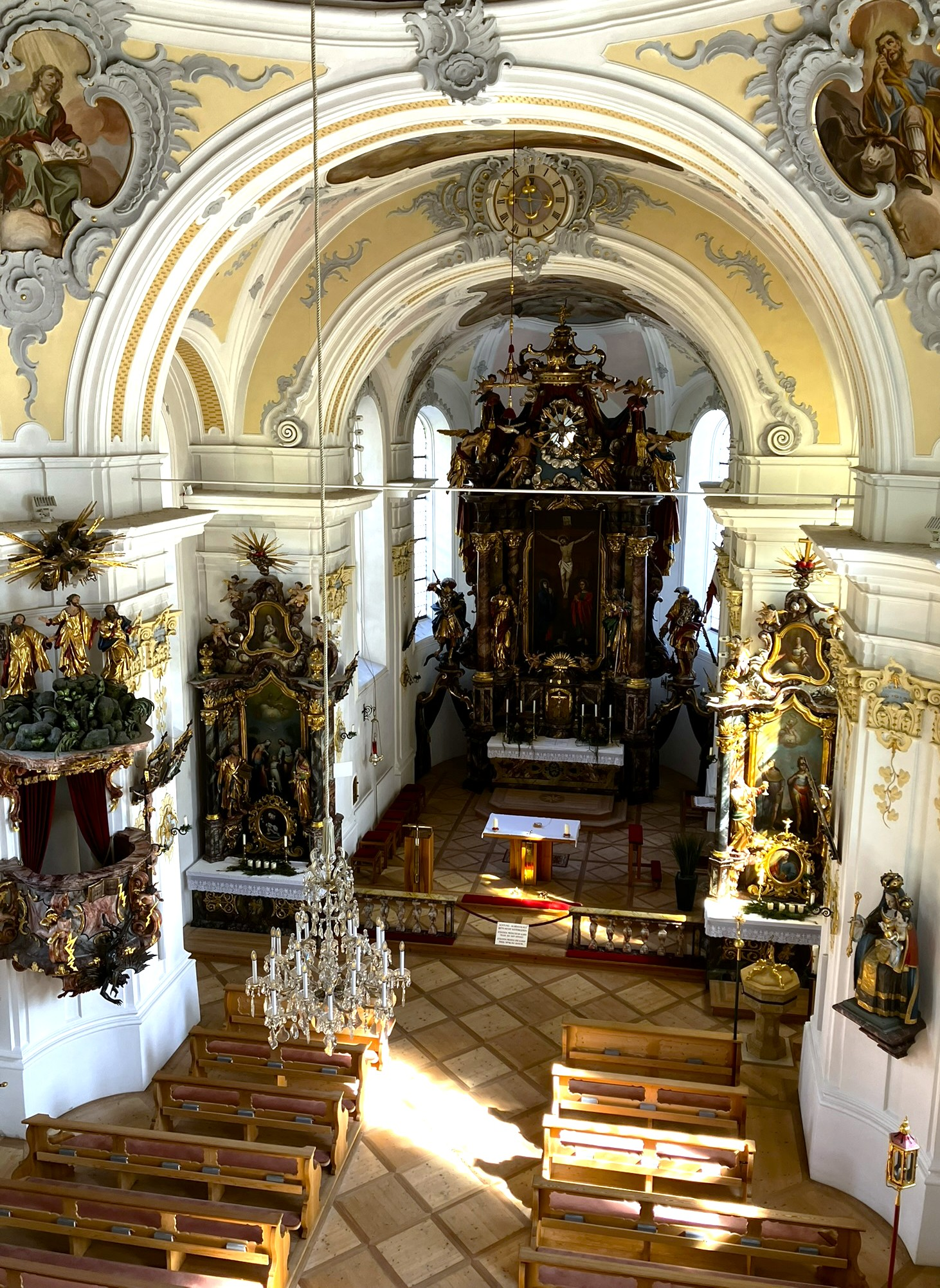
Blick von der Orgelempore

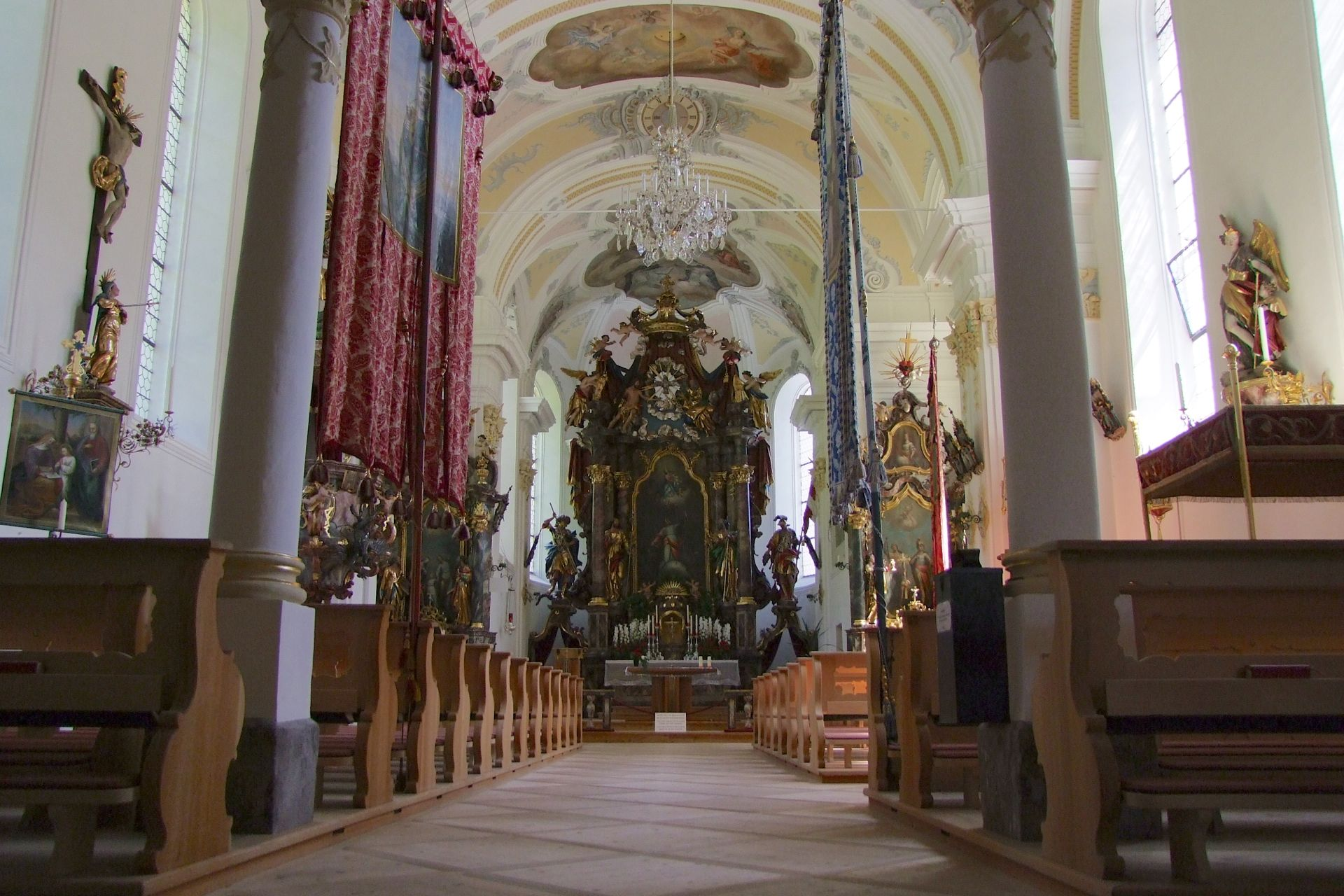
Blick zum Chor

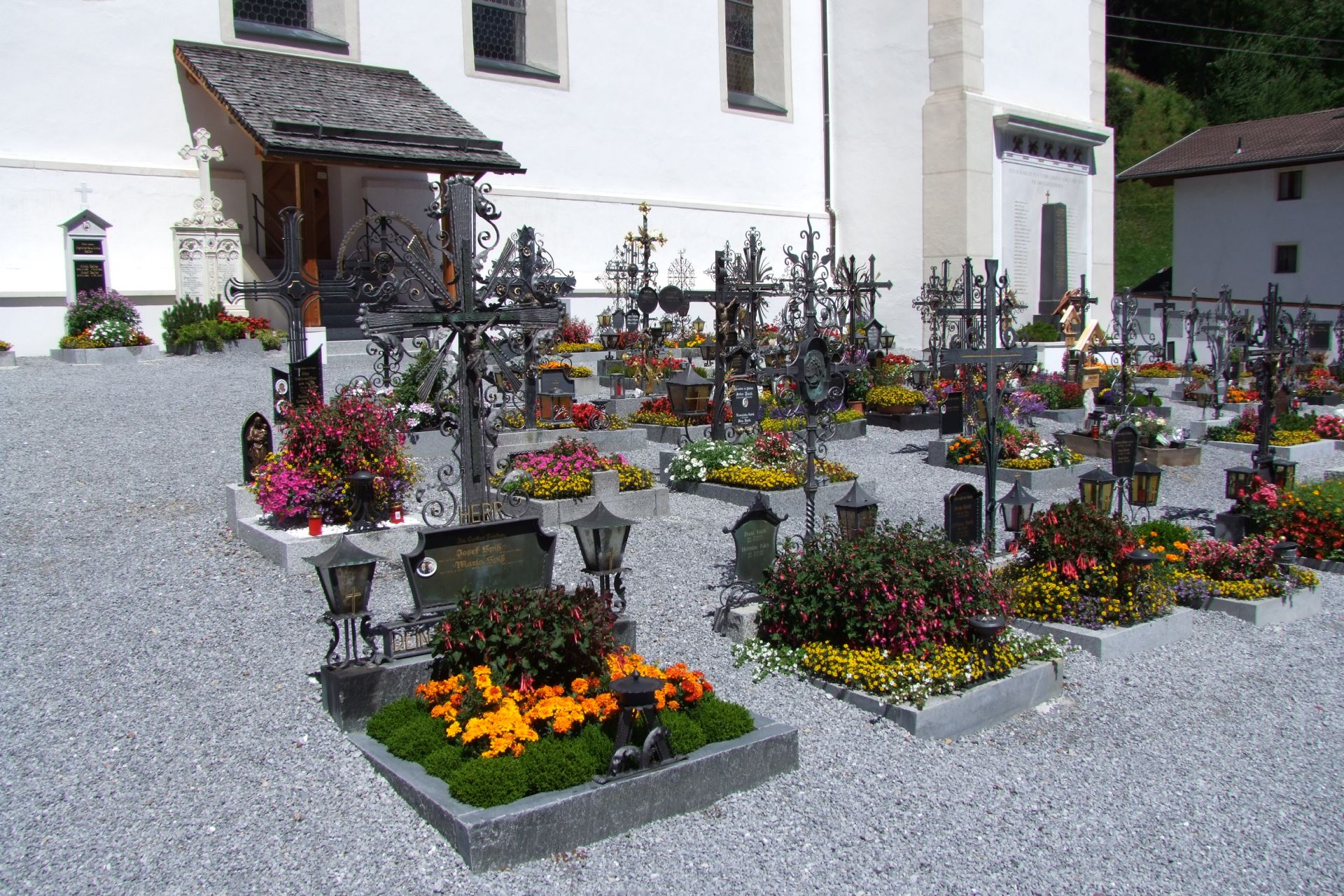
Friedhof

Die Kirche präsentiert sich außen als barockes hochgezogenes Langhaus mit runder Apsis und originalem gotischem Seitenturm mit spät-neogotisierendem Spitzhelm.
Beachtenswert ist aber vor allem die vor wenigen Jahren komplett restaurierte Inneneinrichtung der Kirche. Architektur, Deckenfresken von Johann Perwanger (1774), Stuck, Altäre und die Kanzel verschmelzen hier zu einer harmonischen Einheit und machen die Jakobskirche zu einem herausragenden Beispiel der Westtiroler Kirchenlandschaft. Besonders bedeutend ist die St. Jakober Kanzel mit dem stürzenden Satan von Johann Schnegg. Die Figur wurde schon mehrfach für Ausstellungen verliehen.

## Nachweise
- Dehio Tirol 1980. Abschnitt St. Anton, S. 661 ff.
- Kirchengeschichte St.Jakob, auf sesos.at
- Pfarre St. Anton, auf der Gemeindewebseite, st-anton.at
- St. Anton denkmalgeschützt, auf der Webseite des Tourismusverbands, sankt-anton.at
- Pfarre St. Jakob, auf dioezese-innsbruck.at

Koordinaten: 47° 8′ 33,9″ N, 10° 17′ 20,9″ O